# Adelobotrys subsessilis
Adelobotrys subsessilis är en tvåhjärtbladig växtart som beskrevs av Henry Allan Gleason. Adelobotrys subsessilis ingår i släktet Adelobotrys och familjen Melastomataceae. Inga underarter finns listade i Catalogue of Life.